# Kőnig Dénes
Kőnig Dénes (Budapest, 1884. szeptember 21. – Budapest, 1944. október 19.) magyar matematikus, rendkívüli műegyetemi tanár. Az első gráfelméleti könyv szerzője, Kőnig Gyula matematikus fia.

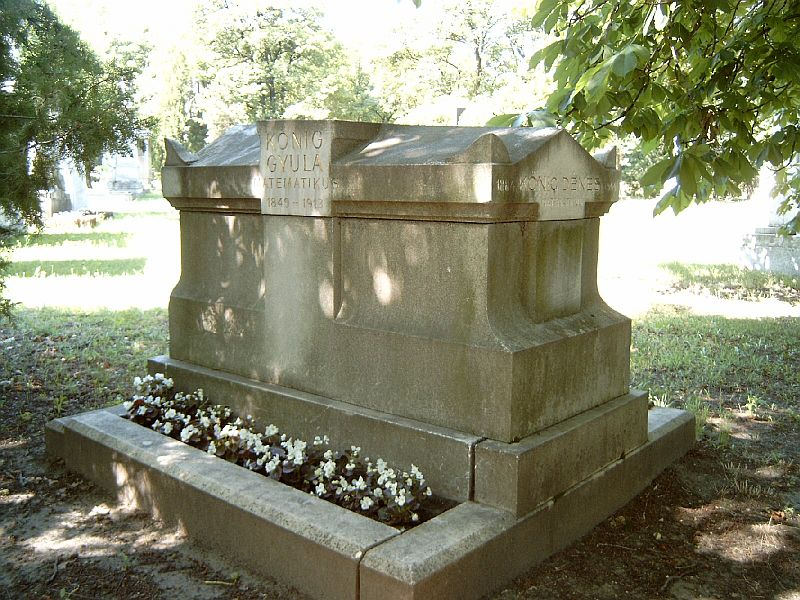
Kőnig Gyula és Kőnig Dénes sírja Budapesten. Kerepesi temető: 10/1-1-12.

## Pályafutása
Kőnig Gyula matematikus és Oppenheim Erzsébet gyermekeként született. Matematikai tanulmányait 1902-től a budapesti és a göttingeni egyetemen végezte; Göttingenben nagy hatással volt rá Minkowski előadása a négyszín-sejtésről. 1907-ben doktorált a Budapesti Műszaki Egyetemen, témavezetője Kürschák József volt. Előbb gyakornok volt a műegyetemen, majd 1908-tól tanársegédként dolgozott, 1910-ben adjunktus lett. 1911-ben magántanárként oktatott nomographiát, analysis situst és halmazelméletet, 1913-tól mint meghívott előadó működött. 1932-ben rendkívüli tanári címet, 1935-ben professzori címet kapott. Témavezetője volt Gallai Tibornak. A gráfelmélet mellett főleg topológiával foglalkozott. A második világháború alatt segített az üldözött matematikusoknak. A nyilasok hatalomátvétele után, miután elvették a mentességét,  öngyilkos lett; magasból való leugrás folytán előállt agyroncsolásba halt bele a Horthy Miklós (ma Bartók Béla) út 28. szám alatti lakásánál. Pár órával később megérkezett egy hivatalos levél, hogy mégis visszakapja a mentességet. Apjával közös sírja a Kerepesi úti temetőben található [10/1-1-12].

## Főbb művei
- Matematikai mulatságok, Budapest, I. 1902, II. 1905.
- A többméretű tér forgásainak és véges forgáscsoportjainak analytikus tárgyalása, Budapest, 1907 Online
- Az analysis situs elemei, Budapest, 1918
- Theorie der endlichen und unendlichen Graphen, Leipzig, 1936
- Az Eötvös Loránd Matematikai és Fizikai Társulat első ötven éve 1891–1941, Matematikai és Fizikai Lapok 48. évf. 1941

## Lásd még
- Kőnig-tétel (gráfelmélet)
- Kőnig-lemma